# Diego Vera
Diego Daniel Vera Méndez (Montevideo, 5 gennaio 1985) è un calciatore uruguaiano, attaccante dell'Atenas.

## Caratteristiche tecniche
Gioca come prima punta.

## Palmarès

### Club

#### Competizioni nazionali
- Campionato uruguaiano: 1

Nacional: 2008-2009
- Copa de la Superliga: 1

Tigre: 2019
- Segunda División Profesional de Uruguay: 1

Racing Montevideo: 2022